# Gerhard Bonwetsch
Gerhard Walter Traugott Bonwetsch (* 23. April 1885 in Dorpat; † 18. Juni 1956 in Detmold) war ein deutscher Historiker, Schulbuchautor und Schulleiter am Stadtgymnasium Detmold.

## Leben
Bonwetsch war der Sohn des Göttinger Theologieprofessors Nathanael Bonwetsch. Nach dem Abitur am Göttinger Gymnasium im Jahre 1904 studierte er an der dortigen Georg-August-Universität und in Berlin Geschichte und Theologie. Nach der Promotion 1907 in Göttingen unterrichtete er an der Gertraudenschule in Berlin-Dahlem und am Lyzeum in Hannover. Am 23. Mai 1912 heiratete er Anna Klara Witzig (* 15. Dezember 1888 in Magdeburg; † 18. Oktober 1946 in Detmold) in Magdeburg, Tochter des Kaufmanns Albert Witzig und seiner Ehefrau Klara Müller. Die gemeinsame Tochter Katharina kam 1913 in Leipzig-Lichtenau zur Welt.
Bonwetsch befasste sich als Historiker mit der osteuropäischen Geschichte, besonders der Wolgadeutschen. Der Grundriß der Geschichte für die Oberstufe (B. G. Teubner Verlag), an dem er seit 1924 mit dem Historiker Franz Schnabel gearbeitet hatte, war das erfolgreichste Geschichtsbuch der Weimarer Republik. 1950 erschien es neu bearbeitet beim Ernst Klett Verlag.
In der Weimarer Republik gehörte Bonwetsch der DNVP an, in der Zeit des Nationalsozialismus trat er nicht in die Partei ein und setzte Auflagen in mehreren Fällen nur halbherzig um. Sein evangelisches Bekenntnis zeigte er als Religionslehrer offen. Nach dem Zweiten Weltkrieg war er 1946/1947 Abgeordneter für die CDU im ernannten Landtag von Lippe. Von 1949 bis 1955 war er der erste Vorsitzende des wieder begründeten Verbandes der Geschichtslehrer Deutschlands und ging als solcher unkritisch mit der Rolle der eigenen Person wie der deutschen Lehrer generell in der Zeit des Nationalsozialismus um.

## Veröffentlichungen (Auswahl)
- Sammlung geschichtlicher Quellen und Darstellungen (Heft 5), Diesterweg, Frankfurt am Main 1914 (Digitalisat)
- Geschichte der deutschen Kolonien an der Wolga, Stuttgart 1919
- Klett’s geschichtliches Unterrichtswerk, viele Auflagen ab 1950
- Der Verband der Geschichtslehrer Deutschlands, in: Geschichte in Wissenschaft und Unterricht 4 (1953), S. 522–525.